# Spilobotys lifuensis
Spilobotys lifuensis är en fjärilsart som beskrevs av Rothschild 1896. Spilobotys lifuensis ingår i släktet Spilobotys och familjen nattflyn. Inga underarter finns listade i Catalogue of Life.